# PANICSMILE
PANICSMILE（パニックスマイル）は、日本のパンク・バンド。

## 経歴
1992年、福岡県で結成され、1998年、活動拠点を東京都に移す。2004年、収録時間が30分足らずのアルバム『Miniature』を発表する。2014年、AxSxEのプロデュースによるアルバム『Informed Consent』が発表される。

## スタイルと影響
福岡県では、ダイナソーJr.とピクシーズから影響を受けた彼らは、ナンバーガールやモーサム・トーンベンダーと共演した。

## ディスコグラフィー

### スタジオ・アルバム
- E.F.Y.L.（1998年）
- We Cannot Tell You Truth, Again.（1999年）
- 10 Songs, 10 Cities（2001年）
- Grasshoppers Sun（2002年）
- Miniature（2004年）
- Best Education（2007年）
- A Girl Supernova（2009年）
- Informed Consent（2014年）

### ライヴ・アルバム
- Eats Tokyo Alive!（2008年）